# Soundtrack Pro
Soundtrack Pro is een muziekprogramma dat audio kan bewerken ontwikkeld door Apple. Het maakte deel uit van het Final Cut Studio-pakket en was daarvoor ook los verkrijgbaar. Bij de uitgave van het Final Cut Pro X, Motion 5 en Compressor 4 werd Soundtrack Pro stopgezet. De laatste versie is 3.0.